# Aleksandar Hristov (futbolista)
Aleksandar Hristov   (Sofia, 1933 - Sofia, 12 de març de 1992), conegut com a Shkubata, fou un futbolista búlgar de la dècada de 1920.
Fou 7 cops internacional amb la selecció búlgara amb la qual participà en els Jocs Olímpics d'Estiu de 1924.
Pel que fa a clubs, defensà els colors de Levski Sofia.